# Premier de Nieves

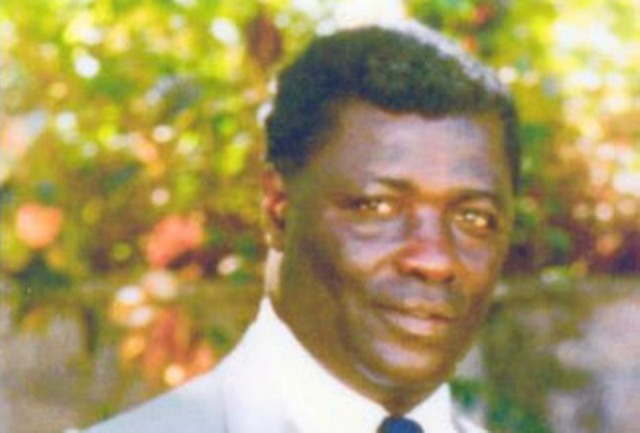
Dr. Hon Simeon Daniel, primer primer ministro de Nevis

El Premier de Nieves es el jefe de Gobierno dentro de la administración de la isla de Nieves, en la Federación de San Cristóbal y Nieves.

## Lista de premieres
| Número/Retrato/Nombre | Número/Retrato/Nombre | Número/Retrato/Nombre     | Inicio del mandato       | Final del mandato       | Elección | Partido | Partido |
| --------------------- | --------------------- | ------------------------- | ------------------------ | ----------------------- | -------- | ------- | ------- |
| 1                     |                       | Simeon Daniel (1934-2012) | 19 de septiembre de 1983 | 2 de junio de 1992      | 1983     |         | NRP     |
| 1                     | 1987                  | Simeon Daniel (1934-2012) | 19 de septiembre de 1983 | 2 de junio de 1992      |          |         | NRP     |
| 2                     |                       | Vance Amory (1949-2022)   | 2 de junio de 1992       | 11 de julio de 2006     | 1992     |         | CCM     |
| 2                     | 1997                  | Vance Amory (1949-2022)   | 2 de junio de 1992       | 11 de julio de 2006     |          |         | CCM     |
| 2                     | 2001                  | Vance Amory (1949-2022)   | 2 de junio de 1992       | 11 de julio de 2006     |          |         | CCM     |
| 3                     |                       | Joseph Parry (n. 1948)    | 11 de julio de 2006      | 23 de enero de 2013     | 2006     |         | NRP     |
| 3                     | 2011                  | Joseph Parry (n. 1948)    | 11 de julio de 2006      | 23 de enero de 2013     |          |         | NRP     |
| (2)                   |                       | Vance Amory (1949-2022)   | 23 de enero de 2013      | 19 de diciembre de 2017 | 2013     |         | CCM     |
| 4                     |                       | Mark Brantley (n. 1969)   | 19 de diciembre de 2017  | En el cargo             | 2017     |         | CCM     |
| 4                     | 2022                  | Mark Brantley (n. 1969)   | 19 de diciembre de 2017  | En el cargo             |          |         | CCM     |